# Naveen Andrews
Pour les articles homonymes, voir Andrews.
Naveen Andrews, né le 17 janvier 1969 à Lambeth, en Angleterre, est un acteur britannico-américain.

## Biographie

### Carrière
Naveen Andrews tourne dans The Buddha of Suburbia, série diffusée en 1993. Les excellentes critiques qu'il reçoit pour son rôle lui font enchaîner ensuite plusieurs tournages avec Kama-sutra : une histoire d'amour, Mon ami Joe et Rollerball.
En 1997, il interprète également l'amant de Juliette Binoche dans Le Patient anglais et en 2004, il joue Balraj dans Coup de foudre à Bollywood (Bride and Prejudice), l'adaptation bollywoodienne d'Orgueil et préjugés (Pride and Prejudice), le célèbre roman de Jane Austen. En 2007, il joue le rôle de Abby dans le film Planète Terreur (Planet Terror) sorti en France en août et celui de David, le fiancé de Jodie Foster dans À Vif en septembre.
Il a été dépendant de l'héroïne pendant deux ans avant de se reprendre en main.
Aujourd'hui, il est surtout connu pour avoir incarné Sayid Jarrah Hassan, dans le feuilleton télévisé Lost : Les Disparus.

### Vie privée
Naveen Andrews est né à Lambeth, un quartier de Londres. Ses parents sont Nirmala, une psychologue, et Stanley Andrews, un homme d'affaires. Ils sont tous deux originaires de Malayali Nasrani, une ville de la région du Kerala, en Inde. Naveen a grandi à Wandsworth dans la tradition de l'église méthodiste, qu'il décrira plus tard comme étant « très répressive »[réf. souhaitée].
À l'âge de 16 ans, Naveen Andrews tombe amoureux d'une de ses professeurs, Geraldine Feakins. Il quitte rapidement sa famille pour s'installer avec elle. Sept ans plus tard, en 1992, son fils Jaisal naît de cette relation.
Naveen Andrews a aussi été en couple avec l'actrice Barbara Hershey entre 1998 et 2010.
En 2010, alors qu'il est interviewé à Rome par un média italien, il déclare avoir obtenu la citoyenneté américaine le 27 mai de la même année.

## Filmographie sélective

### Télévision

#### Téléfilms
- 1992 : Double vision
- 2000 : The Chippendales Murder : Steve Banerjee

#### Séries télévisées
- 1993 : The Buddha of Suburbia : Karim Amir (4 épisodes)
- 2004 - 2010 : Lost : Les Disparus : Sayid Jarrah (98 épisodes)
- 2010 : New York, unité spéciale : Inspecteur Ash Ramsey (saison 11, épisode 12)
- 2012 : Sinbad : Le seigneur Akbari (7 épisodes)
- 2013 - 2014 : Once Upon a Time in Wonderland : Jafar (13 épisodes)
- 2015 - 2018 : Sense8 : Jonas Maliki (11 épisodes)
- 2018 - 2019 : Instinct : Julian Cousins (21 épisodes)
- 2022 : The Dropout : Sunny Balwani

### Cinéma
- 1996 : Le Patient anglais (The English Patient) d’Anthony Minghella : le lieutenant Kip Singh
- 1996 : Kama Sutra, une histoire d'amour (Kama Sutra: A Tale of Love) de Mira Nair : Raj Singh
- 1998 : Mon ami Joe (Mighty Joe Young) de Ron Underwood : Pindi
- 2002 : Rollerball de John McTiernan : Sanjay
- 2004 : Coup de foudre à Bollywood (Bride and Prejudice) de Gurinder Chadha : Balraj Bingley
- 2007 : Planète Terreur (Planet Terror) de Robert Rodriguez : Abby
- 2007 : À vif (The Brave One) de Neil Jordan : David Kirmani
- 2007 : Provoked de Jag Mundhra : Deepak Ahluwalia
- 2013 : Diana d'Oliver Hirschbiegel : le Dr Hasnat Khan
- 2025 : Last Days de Justin Lin

### Jeux vidéo
- 2014 : Far Cry 4 : Sabal

## Distinctions

### Récompenses
- 12e cérémonie des Screen Actors Guild Awards 2006 : Meilleure distribution pour une série dramatique pour Lost : Les Disparus (2004-2010) partagé avec Adewale Akinnuoye-Agbaje, Emilie de Ravin, Matthew Fox, Jorge Garcia, Maggie Grace, Josh Holloway, Malcolm David Kelley, Daniel Dae Kim, Kim Yoon-jin, Evangeline Lilly, Dominic Monaghan, Terry O'Quinn, Harold Perrineau, Michelle Rodriguez, Ian Somerhalder et Cynthia Watros.

### Nominations
- 2005 : Online Film & Television Association Awards du meilleur acteur dans un second rôle dans une série télévisée dramatique pour Lost : Les Disparus (2004-2010) pour le rôle de Sayid Jarrah.
- Primetime Emmy Awards 2005 : Meilleur acteur dans un second rôle dans une série télévisée dramatique pour Lost : Les Disparus (2004-2010) pour le rôle de Sayid Jarrah.
- 63e cérémonie des Golden Globes 2006 : Meilleur acteur dans un second rôle dans une série, une mini-série ou un téléfilm pour Lost : Les Disparus (2004-2010) pour le rôle de Sayid Jarrah.
- Festival de télévision de Monte-Carlo 2007 : Nomination au Prix de la Nymphes d'or du meilleur acteur dans un second rôle dans une série télévisée dramatique pour Lost : Les Disparus (2004-2010) pour le rôle de Sayid Jarrah.
- Festival de télévision de Monte-Carlo 2008 : Nomination au Prix de la Nymphes d'or du meilleur acteur dans un second rôle dans une série télévisée dramatique pour Lost : Les Disparus (2004-2010) pour le rôle de Sayid Jarrah.
- Festival de télévision de Monte-Carlo 2010 : Nomination au Prix de la Nymphes d'or du meilleur acteur dans un second rôle dans une série télévisée dramatique pour Lost : Les Disparus (2004-2010) pour le rôle de Sayid Jarrah.